# متز (کالیفرنیا)
متز (به انگلیسی: Metz) یک منطقهٔ مسکونی در ایالات متحده آمریکا است که در شهرستان مونتری، کالیفرنیا واقع شده‌است. متز ۷۲ متر بالاتر از سطح دریا واقع شده‌است.